# White Music
White Music är ett musikalbum av XTC lanserat 1978 på skivbolaget Virgin Records. Det var gruppens debutalbum och blev en måttlig framgång i hemlandet Storbritannien där det nådde trettioåttonde plats på albumlistan. Låtarna "Statue of Liberty" och "This Is Pop" släpptes som singlar från albumet.

## Låtlista
(upphovsman inom parentes)
1. "Radios in Motion" (Andy Partridge) - 2:54
2. "Cross Wires" (Colin Moulding) - 2:06
3. "This Is Pop" (Andy Partridge) - 2:41
4. "Do What You Do" (Colin Moulding) - 1:16
5. "Statue of Liberty" (Andy Partridge) - 2:55
6. "All Along the Watchtower" (Bob Dylan) - 5:43
7. "Into the Atom Age" (Andy Partridge) - 2:32
8. "I'll Set Myself on Fire" (Colin Moulding) - 3:04
9. "I'm Bugged" (Andy Partridge) - 3:59
10. "New Town Animal" (Andy Partridge) - 1:53
11. "Spinning Top" (Andy Partridge) - 2:40
12. "Neon Shuffle" (Andy Partridge) - 4:37